# The Ocean (chanson de Mike Perry)
 (mars 2020).
Si vous disposez d'ouvrages ou d'articles de référence ou si vous connaissez des sites web de qualité traitant du thème abordé ici, merci de compléter l'article en donnant les références utiles à sa vérifiabilité et en les liant à la section « Notes et références ».
Pour les articles homonymes, voir The Ocean.
Singles par Mike Perry (en)
Inside the Lines
(2016)
The Ocean est une chanson du disc jockey suédois Mike Perry (en), accompagné des vocaux de la chanteuse Shy Martin (en). Elle est disponible en Suède depuis le 15 avril 2016 en tant que téléchargement digital. La chanson atteint la première place en Suède et a atteint le top 20 en France, en Australie, au Danemark, en Finlande, Allemagne, Norvège, Suisse, Autriche, les Pays-Bas et le Royaume-Uni.
En France, elle est certifiée diamant.

## Classements

### Hebdomadaire
| Chart (2016-17)                         | Meilleure position |
| --------------------------------------- | ------------------ |
| Australie (ARIA)                        | 11                 |
| Autriche (Ö3 Austria Top 40)            | 4                  |
| Belgique (Flandre Ultratop 50 Singles)  | 17                 |
| Belgique (Wallonie Ultratop 50 Singles) | 9                  |
| Canada (Hot 100)                        | 66                 |
| Tchéquie (IFPI Rádio)                   | 31                 |
| Danemark (Tracklisten)                  | 13                 |
| Finlande (Suomen virallinen lista)      | 6                  |
| France (SNEP)                           | 11                 |
| Allemagne (Media Control AG)            | 5                  |
| Irlande (IRMA)                          | 18                 |
| Italie (FIMI)                           | 24                 |
| Pays-Bas (Nederlandse Top 40)           | 10                 |
| Pays-Bas (Single Top 100)               | 10                 |
| Nouvelle-Zélande (RMNZ)                 | 32                 |
| Norvège (VG-lista)                      | 3                  |
| Pologne (ZPAV)                          | 4                  |
| Portugal (AFP)                          | 23                 |
| Russie (Tophit)                         | 26                 |
| Écosse (OCC)                            | 44                 |
| Slovaquie (IFPI Rádio)                  | 4                  |
| Slovénie (SloTop50)                     | 13                 |
| Espagne (PROMUSICAE)                    | 48                 |
| Suède (Sverigetopplistan)               | 1                  |
| Suisse (Schweizer Hitparade)            | 4                  |
| Royaume-Uni (UK Singles Chart)          | 39                 |

### Annuel
| Chart (2016)                            | Position |
| --------------------------------------- | -------- |
| Australie (ARIA)                        | 62       |
| Autriche (Ö3 Austria Top 40)            | 25       |
| Belgique (Ultratop Flanders)            | 68       |
| Belgique (Ultratop Wallonia)            | 66       |
| Danemark (Tracklisten)                  | 46       |
| Allemagne (Official German Charts)      | 27       |
| Italie (FIMI)                           | 69       |
| Pays-Bas (Dutch Top 40)                 | 53       |
| Pays-Bas (Single Top 100)               | 48       |
| Suisse (Schweizer Hitparade)            | 33       |
| Suède (Sverigetopplistan)               | 5        |
| États-Unis (Hot Dance/Electronic Songs) | 25       |

## Certifications
| Pays             | Certification | Ventes  |
| ---------------- | ------------- | ------- |
| Australie        | 2 × Platine   | 140 000 |
| Canada           | Or            | 40 000  |
| France           | Diamant       | 233 333 |
| Allemagne        | Platine       | 400 000 |
| Italie           | Platine       | 50 000  |
| Mexique          | 2 × Platine   | 120 000 |
| Nouvelle-Zélande | Or            | 7 500   |
| Pologne          | 2 × Platine   | 40 000  |
| États-Unis       | Or            | 500 000 |
| Royaume-Uni      | Or            | 400 000 |

## Récompenses
| Année | Récompense | Catégorie          | Nomination                  | Résultat   |
| ----- | ---------- | ------------------ | --------------------------- | ---------- |
| 2017  | P3 Guld    | Chanson de l'année | Mike Perry (en) (The Ocean) | Nomination |
| 2017  | Grammis    | Chanson de l'année | Mike Perry (en) (The Ocean) | Nomination |